# Fobu
Fobu (tidligere MDI) er en paraplyorganisation for selvejende og private dag- og fritidstilbud, der har eksisteret siden 1915. Tidligere hed organisationen "Menighedernes Daginstitutioner", ”De samarbejdende menighedsbørnehaver”, ”De samarbejdende menighedsdaginstitutioner” og ”Folkebørnehaverne af 1915”.
Fobu er en non-profit humanistisk organisation, som bygger på en kristen kulturarv, som i snart 100 år har de været serviceorganisation for selvejende institutioner, og tilbyder diverse administrative funktioner for institutionerne. Organisationen er desuden medlemsinstitutionernes repræsentant i forhold til kommuner, folketing og øvrige samarbejdspartnere.

## Historien
Det var lægen Richard Kjer-Petersen (30. maj 1873 – 27. august 1953) som i sit arbejde som kommunelæge på Vesterbro og på tuberkulosestationen så, hvordan børnene levede under trange kår med sult, nød og ikke mindst sygdom i de mange mørke tætpakkede og usunde lejligheder i baggårdene på Vesterbro. Lægen var bekymret for baggårdsbørnenes tilværelse og skæbne og hans sociale indignation og engagement fik ham bl.a. til at skrive en artikel i dagbladet Hovedstaden. Han skrev bl.a.:
”.. og proletarbørn fra Vesterbro behøver kun et minimum af omsorg og kærlighed for at drømme sig langt ind i drømmelandet, langt borte fra de grimme, glædesløse barnekår, som samfundet trods folkekirke, socialdemokrati og den ind over Danmark strømmende guldflod byder dem i år 1915 ..”
Richard Kjer-Petersen opfordrede unge kvinder til at samle sig og at starte lege med baggårdsbørnene i nogle timer om ugen. Denne opfordring tog Gerda Tillisch op og kontaktede lægen, og få dage senere var der sang og lege i baggårdene. Da efteråret kom, lykkedes det Richard Kjer-Petersen at skaffe indendørs lokaler. Det blev til etableringen af den første børnehave i foreningen ”Folkebørnehaverne af 1915”.
Historisk er fobu udsprunget af Richard Kjer-Petersens sociale indignation og et engagement i børns vilkår og rettigheder.

### Vækstperioden
Fra 1915 blev flere børnehaver oprettet på Vesterbro, i 1920 var der 7. I 1935, 20 år senere, var der 34 institutioner, og nu blev de også oprettet andre steder i landet. Foreningen havde nu også skiftet navn til ”De samarbejdende menighedsbørnehaver”. 1935 var også året, hvor det lykkedes Richard Kjer-Petersen, at få Københavns kommune til at åbne Den Kongelige Skydebanes have som legeplads og værested for Vesterbros børn. Han havde også fået etableret, at der hvert år blev sendt masser af baggårdsbørn af sted på koloni, hvor de kom ud til land, vand og strand. I 1933 var der fx 976 børn af sted på koloni, og de var i gennemsnit af sted i 29 dage.
Foreningen voksede hurtigt, og i 1943 var der også kommet vuggestuer og fritidshjem til og der var nu 80 børnehaver, 5 vuggestuer og 12 fritidshjem. I 1972 kunne foreningen tælle 165 børnehaver, 22 fritidshjem og 17 vuggestuer i alt 204 institutioner og navnet blev skiftet til ”de samarbejdende menighedsdaginstitutioner”. Fra 1976 stagnerer væksten og i 1985 havde MDI 194 institutioner fordelt over hele landet.

### Markedet ændrer sig
Stagnationen var ikke tilfældig – med bistandslovens ikrafttrædelse fra 1976 overgik daginstitutionsområdet fra statsligt til kommunalt regi, hvorved kommunen selv kunne stå for driften. Fra at området i mange år primært havde bestået af private eller selvejende aktører, ændrede markedet sig til at der fra 1970 – 1990 var 50 – 50 % af selvejende og kommunale institutioner. Fra 1990 – 2010 var fordelingen, at der var 75% kommunale og 25 % selvejende + private. Den sidste udvikling er ikke mindst sket ved store sammenlægninger og etablering af fx klyngestrukturer i mange kommuner, hvor der er kommunaliseret selvejende institutioner.
Der er også derfor kæmpet kampe om rammebetingelser m.v. fra selvejeområdets side, og bliver det stadig. MDI’s finanslovsprojekt er et eksempel på forsøg på at skabe et eksempel på en model, hvor selvejet kan organisere sig på anden vis end de kommunale klynger og til at der kan bevares en mangfoldighed af tilbud.

### Dannelse og uddannelse
Allerede ½ år efter etableringen af den første børnehave blev Gerda Tillisch af Richard Kjer-Petersen spurgt om uddannelse, og han hjalp med at hun kunne starte på Frøbel-Højskolen og senere tog hun også til udlandet og studerede.
Det var de samarbejdende menighedsbørnehaver der med foreningens formand i spidsen, i 1950’erne var drivkraften i oprettelsen af et nyt børnehaveseminarium. Med navnet Ålborg Børnehaveseminarium, var man ikke bundet af at en bestemt pædagogs ideer skulle dominere undervisningen, hvilket ellers var almindeligt dengang. Så der var indflydelse fra to store tænkere, Friedrich Fröbel som Montessori. Tonen mellem elever og lærere på seminariet var antiautoritær og tiltaleformen uformel med du og fornavn. Noget der først blev indført i 1960’erne i det øvrige samfund.
Uden praktik kan en børnehavepædagog ikke undervises – det var holdningen og derfor blev der oprettet en øvelsesbørnehave til seminariet. Selve undervisningen på seminariet var også forud for tiden, den var mindre lærerstyret end på andre undervisningssteder, og den traditionelle skolestue var ændret til et stort fællesbord, der lettede samtaleformen.
Formålet var funderet i grundtanken om at faglig dygtighed skulle sættes højt, og at man med seminariet kunne uddanne dygtige og ansvarsbevidste pædagoger. MDI’s formænd har været repræsenteret i seminariets lokale bestyrelse (i hvert fald i perioden 1955 – 1975).
Fokus på høj faglig kvalitet er et gennemgående tema i foreningens historie. Fra 1975 blev oprettet egentlig kursusvirksomhed på landsplan med fokus på at styrke samarbejdet mellem institutionerne, at repræsentere institutionerne, at arbejde på kontakt mellem forældre, medarbejdere og bestyrelser, samt at øge institutionernes (medarbejdere, ledere og bestyrelser) mulighed for at udføre et kvalificeret arbejde. Det har været af emner inden for pædagogik, psykologi, socialt, det kreative, og administration. I en periode i midten af 1970’erne samarbejdede MDI med Børneringen og KFUM i et fælles kursusudvalg om udviklingen af kurser.
Også i dag er der i MDI et stort fokus på understøttelse af faglig kvalitet – både administrativt med konsolidering og udvikling af administrative redskaber og service og kurser, studierejser og konsulentydelser i forhold til bestyrelserne og ledere og medarbejdere. Fx pædagogiske forløb, GRUS, LUS, fusioner, privatiseringer, facilitering af netværk m.v. Fx var MDI´s konference ”Det gode børneliv i udbrud” med til at skabe opmærksomhed omkring arbejdet med og udviklingen af den gode kvalitet i institutionerne. En udvikling der fortsætter med MDI akademi med kurser, workshops og samarbejde med UCC om diplom i såvel ledelse som pædagogisk ledelse.

## Navne gennem tiden
- fobu
- MDI
- Menighedernes Daginstitutioner
- De samarbejdende menighedsbørnehaver
- De samarbejdende menighedsdaginstitutioner
- Folkebørnehaverne af 1915